# Sumbiar kirkja
Sumbiar kirkja er en kirke på Færøerne fra 1927 i Sumba på Suðuroy.
Den er hjemmehørende i Færøernes folkekirke.
Under tårnet i vestenden findes indgangsdøren til en lille forkirke. Der er syv vinduer på sydsiden og seks på nordsiden, hvor der i korenden også er en præstedør.
Kirkerummet har gulmalede vægge og blåmalet loft. Altertavlen forestiller Jesus in Gethsemane have med teksten "ske ikke min men din vilje" nedunder. En bonde fra Stóra Dímun sad model. Det nuværende orgel er kirkens tredje og blev samlet i kirken i 1954. Meget af kirkens inventar er gaver fra forskellige steder i verden. Således er den syvarmede lysestage en gave fra besætningen på sluppen "Regina" som overlevede en farefuld færd fra København i 1910. Døbefonten er af træ, ottekantet med et messingfad. Kirkeskibeet under loftet er  
skonnerten "Sanna" bygget af Niclas Jensen, Hvalba. Kirkeklokken er fra 1887 og bærer indskriften "Klokke ring himmelens bud over Sumba bygd - Herren bringer fred og tryghed, og mod storm og fare værner og beskytter os alle".

## Kirkens historie
Man ved ikke præcist hvornår Sumba fik sin første kirke. En tidlig døbefont af fedtsten, der overgik til  Nationalmuseet i 1920, antyder at der allerede var en kirke omkring det 12. århundrede. Alle de efterfølgende kirker har stået på højderyggen "Kálgarðsbakki". I den sidste havldel af 1900-tallet blev det besluttet at Sumba skulle have en ny kirke. Den skulle være af sten og man begyndte at samle sten på det areal, hvor den nye kirke skulle ligge. Frivillige brød sten til murværket i et stenbrud, mens andre hentede sand og klargjorde grunden til byggeri. Andre menigheder på Færøerne ydede et rentefrit lån til byggeriet. Da tegningerne var færdiggjort af Jacob Andeas Arge fra Tórshavn, begyndte byggeriet. Kirken fik græstag, men i  1944 var græstagets tilstand i så ringe stand, at man besluttedet at udskifte taget med et rødt bliktag.